# Merindad de Cuesta-Urria
Merindad de Cuesta-Urria är en kommun i Spanien.   Den ligger i provinsen Provincia de Burgos och regionen Kastilien och Leon, i den norra delen av landet, 270 km norr om huvudstaden Madrid. Antalet invånare är 409. Arean är 121 kvadratkilometer.
Terrängen i Merindad de Cuesta-Urria är kuperad.